# Saurauia trichophora
Saurauia trichophora är en tvåhjärtbladig växtart som beskrevs av Eduardo Quisumbing y Argüelles. Saurauia trichophora ingår i släktet Saurauia och familjen Actinidiaceae. Inga underarter finns listade i Catalogue of Life.